# Capella (navire)
Pour les articles homonymes, voir Capella.
Le Capella est un bâtiment hydrographique et océanographique  de l'Agence fédérale maritime et hydrographique allemande basée à Hambourg. L’armateur du navire est la République fédérale d’Allemagne, représentée par le ministère fédéral des Transports.

## Historique
Le navire a été construit sur le chantier naval Fr. Fassmer GmbH & Co. KG à Berne, en Basse-Saxe. La coque a été construite de mai 2002 à mars 2003 au chantier naval Slovenské Lodenice Komárno en Slovaquie. La pose de la quille a été effectuée le 28 mai 2002 et son lancement le 5 mars 2003. Par la suite, la coque a été transférée du Danube à la Weser via le réseau hydrographique européen.
Le navire a été baptisé le 30 octobre 2003 à Berne. La marraine était Ingrid Stolpe, l'épouse du ministre fédéral des Transports, de la Construction et du Logement de l'époque, Manfred Stolpe. L’achèvement du navire a eu lieu le 5 janvier et la mise en service le 23 janvier 2004.
Il porte le nom de Capella, étoile principale de la constellation du Cocher.

## Données techniques
Le navire est propulsé par deux moteurs diesel huit cylindres à quatre temps de la MTU Friedrichshafen, chacun d’une puissance de 400 kW agissant sur une hélice à pas fixe. Le navire atteint une vitesse de 11 noeuds. De plus, il dispose d'un propulseur d'étrave d'une puissance de 150 kW. Pour l’alimentation à bord, deux générateurs d’une puissance apparente de 264 kVA chacun sont installés. Le groupe électrogène de secours  a une puissance apparente de 89 kVA. Les moteurs sont alimentés par du carburant synthétique GtL. Le carburant ne contient pas de soufre, ce qui produit de meilleures émissions d'échappement que les carburants diesel classiques.
En escale à Rostock, le bateau est alimenté en électricité via une connexion terrestre. Les générateurs peuvent être éteints dans le port et l'impact sur l'environnement des gaz d'échappement, du bruit et de la chaleur perdue peut être réduit.

## Missions
Le navire est principalement utilisé pour l'arpentage et les travaux scientifiques dans les eaux peu profondes des eaux côtières allemandes de la mer du Nord et de la Baltique. Contrairement aux autres navires de l'Agence fédérale de la navigation et de l'hydrographie, le navire a été conçu avec un tirant d'eau de 1,60 m seulement. La coque du navire est plate afin de pouvoir glisser et se poser sur le fond de la mer à marée basse. Le navire a un rayon de mission de 1.100 milles marins et peut rester en mer jusqu’à dix jours.
Pour les travaux topographiques et scientifiques, le navire dispose de postes de travail, d'installations et d'équipements scientifiques et techniques appropriés, notamment de la technologie GPS, de systèmes sonar et de sondage à main. De plus, le Capella est équipé de deux barques de surveillance plates et d'un dériveur, eux-mêmes équipés d'échosondeurs .
À bord, il y a de la place pour onze personnes. Les neuf membres d'équipage sont logés dans neuf chambres individuelles. Une chambre double est disponible pour deux scientifiques ou techniciens en déplacement.
Le port d'attache est Rostock, le navire est principalement utilisé sur les eaux côtières allemandes de la mer Baltique, mais également sur la côte allemande de la mer du Nord, en particulier dans les eaux du nord du Frison septentrional, où il est souvent utilisé.

## Galerie

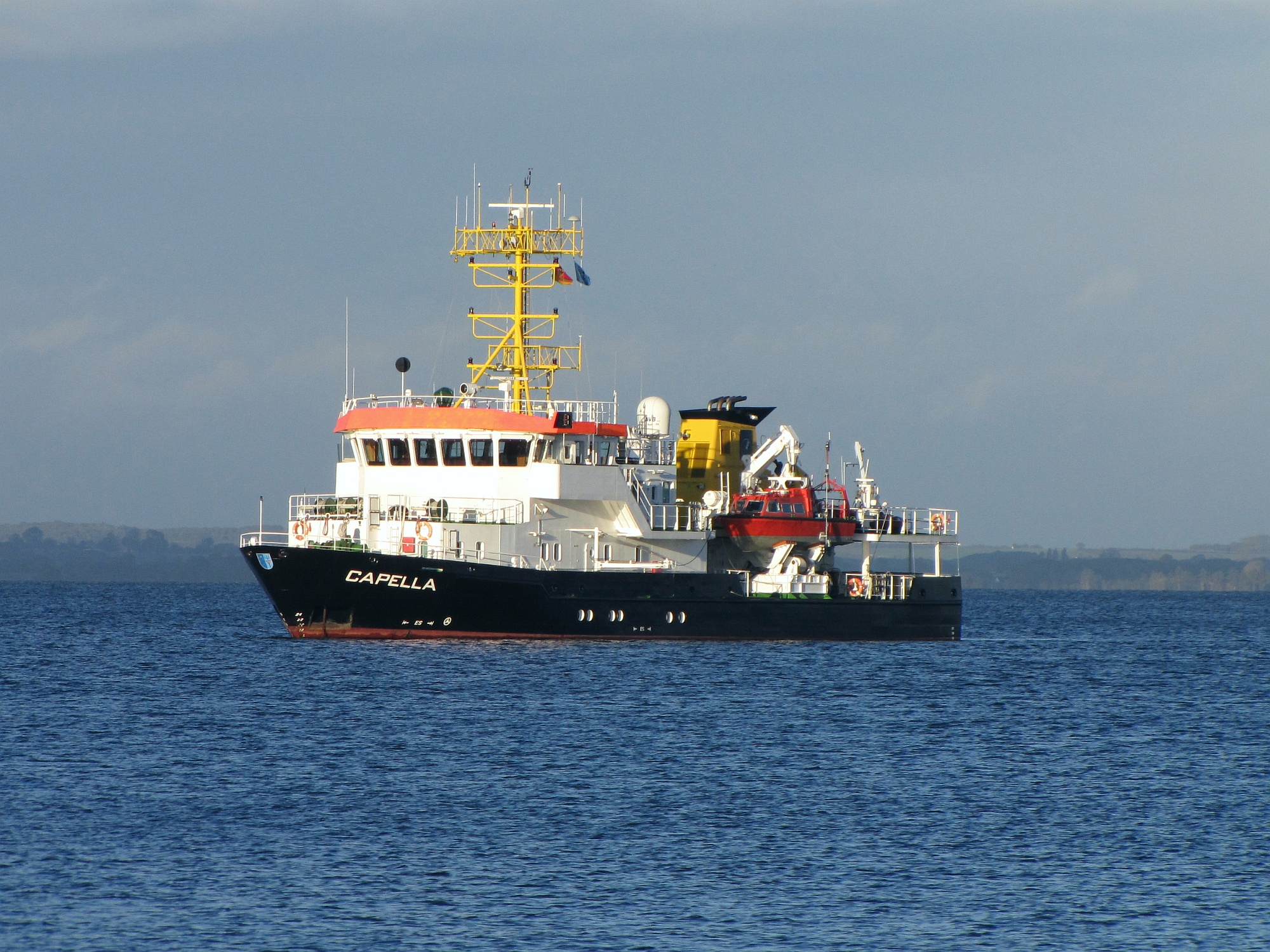
Capella
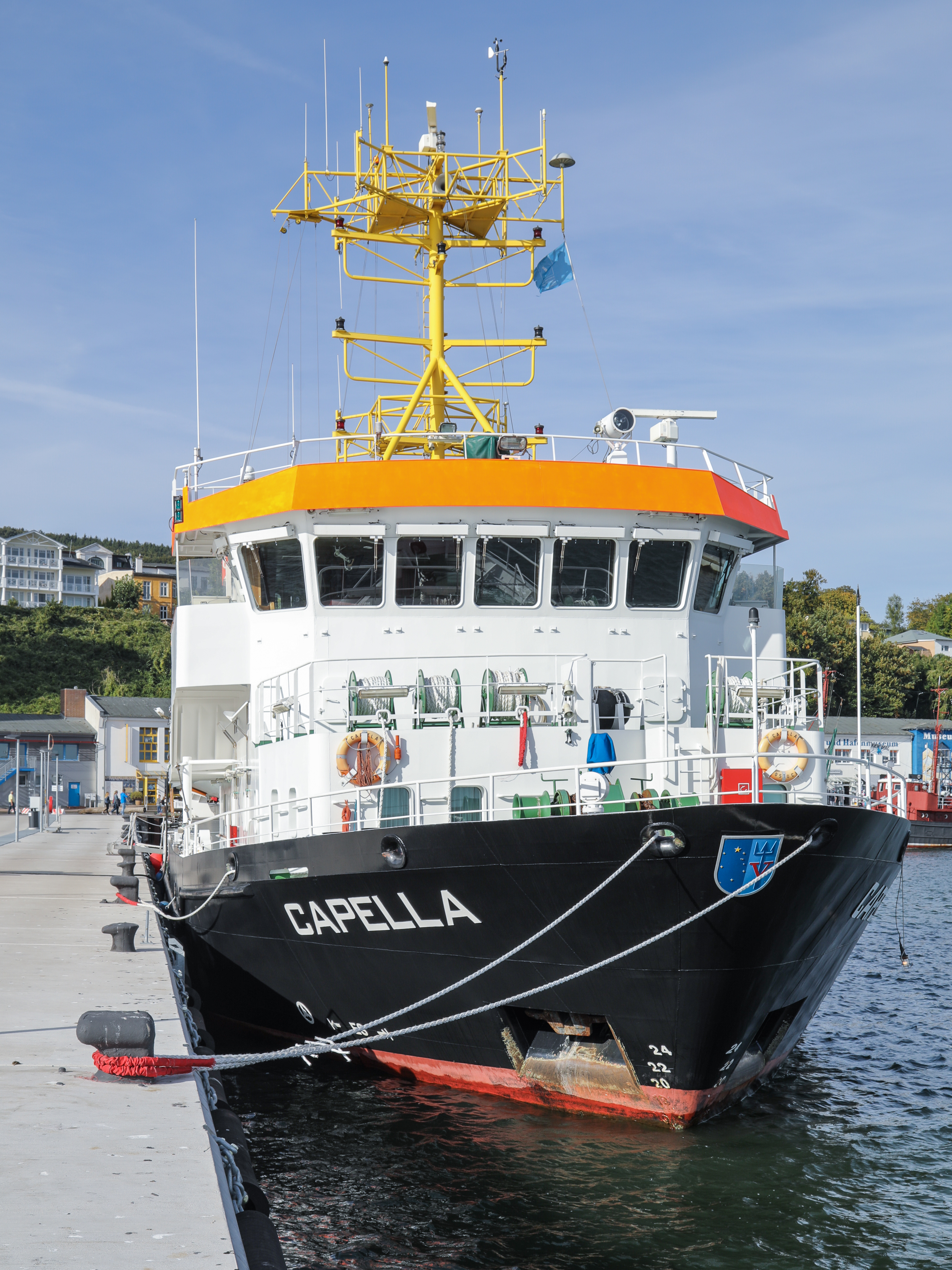
Capella

### Note et référence
- (de) Cet article est partiellement ou en totalité issu de l’article de Wikipédia en allemand intitulé « Capella (Schiff, 2004) » (voir la liste des auteurs).